# 佐々木るん
佐々木 るん（ささき るん、1956年3月21日 - ）は、日本の女性声優。東京都杉並区荻窪生まれ、福島県伊達郡梁川町（現：福島県伊達市）出身。
本名・旧芸名は佐々木 由美子（ささき ゆみこ）。

## 来歴
東京都杉並区荻窪に生まれ、3歳の時に父の故郷の福島県伊達郡梁川町（現：福島県伊達市）に育つ。酒屋の娘である。
幼少の頃は無口で保育園から無断早退するなど集団生活は苦手だったという。小学校の学芸会で主役に選ばれたことを機に演じることに興味を持ち、放送部のアナウンサーや児童会長を経験し、全校生徒の前で話せるほどになった。
『奥さまは魔女』にて主役を演じていたエリザベス・モンゴメリーの声をあてていた北浜晴子に憧れを抱いていた。後に声優となり、北浜と共演した折に電車で一緒に帰った際にはその地声にも感動した。
ラジオの深夜放送の全盛期であった中学時代から福島県立保原高等学校時代はラジオ・パーソナリティの落合恵子が好きであった。落合がアクセントの違いにとても苦しんでいだ取材記事を読み「え～っ！こんなに完璧に話せる人でもすごい努力をしたんだ。私もがんばろう」と励まされた。
幼い頃に東京から福島に引越したため、アクセントでは苦労していた。大学の放送研究会で先輩から一語一句直され、笑われ、半年以上まったく話せなくなった暗い時期があり、金田一春彦の 『日本語アクセント辞典』 をバイブルのように持ち歩き、人と話をしている時にも「正しい標準語」を確認していた。
大学時代はごく普通の女子大生であったが、アルバイトで映画のスクリプターを始めたあたりから方向が変わっていった。アルバイト先で出会った酒井辰雄に連れられて見に行っていた映画『モロッコ』のワンシーンが、「芝居ってスバラシイ」と思わせるきっかけになった。それ以来、300円の安い映画を学校をサボっては見歩いていた。その時は洋画の魅力に熱中して、「映画を創る仕事もいいな」と思ったこともあったが、専門学校東京アナウンス学院に1年ほど通ううちに声の仕事を少しずつくれるようになった。ウルトラマン・ショーのお姉さん、ヤマハの子供ショー、水族館のショーの司会などを通して、子供たちの前での舞台度胸をたくさんつけてくれたという。
大学2年生の時、ビクターと文化放送主催の「アマチュア DJ コンテスト」に応募。それまではある月の2位で、「1位にどうしてなれなかったんだろう」、「顔のせいかなあ？」、「審査員はどこで1位と2位の差を決めるのかなあ？」と悔しさが残っていたという。
その後は毎月コンテストを見に行き、「しゃべりの『うまさ』だけでなく、しゃべりの内容に人の心をがっちりととらえる『何か』が大事なのだ」と1位に選ばれた人物の共通点に気づいた。1年後、合計24人の中から年間グランプリに選ばれ、その後は、ナレーションの仕事が少しずつ増えて、海外の子供たちのために文部省が作っていた通信教育用テープの教科書朗読と進行役のナレーションの仕事を10年以上させてくれた。自分の声が「地球の裏側にいる日本人の子供たちにとって大事な教材なのだ」と知り、大きな責任とやりがいを感じた仕事で、少しずつ少しずつ、自分の「やりたいこと」が「やれそうなこと」に変わっていきつつあった頃だと語る。
大学4年生の頃はひどい就職難で、受けていた放送局3局すべて2次、3次試験で不合格で、岩手県に重役面接までいった局があったが、出生地の東京都への憧れと執着があった。
そんな時、ヤマハの子供ショーでゲストに来ていた落語家から「君は声がかわいいんだから、声優さんになればいいじゃない。知り合いに声優さんがいるから紹介してあげるよ」と言われ、青二プロダクションに所属していた大竹宏を紹介された。始めて職業としての声優を知り、「声優ですかぁ？え～っ！マンガの声？ん～、あぁ、洋画の吹き替えもあるかぁ！面白いかも！」と、声優の仕事のイメージが「アニメーションの声」ではなく、好きな映画の女優の吹き替えができるとういうイメージに膨らんだ。その後、青二プロダクションのメンバーとも親しくなり、特に富田耕生、富山敬らからかわいがられ、色々とアドバイスを受けた。この先輩の勧めで、東京俳優生活協同組合付属養成所に入所し、本格的に勉強していた。その頃、『宇宙戦艦ヤマト』が大ブレイクしていたが、アニメ声優ブームの真っ盛りだったことは無知だった。ただ単純に、「いいかも！私、好きかも！」と、毎日色々なアニメスタジオを見学する声優修行を始める。毎週見学していたスタジオでは石丸博也がヒーローを演じており、「なんて迫力ある声の演技なんだろう」と感銘を受け、舞台出身の俳優が声優の仕事もしていることを知った。後にその相手役を演じる日が来ることは、想像もできなかったという。
法政大学文学部英文科卒業。映画の記録係を経て、東京俳優生活協同組合付属養成所に通いながら、小劇団で舞台活動をした。そんなある日、同期生に勧められた1979年に第1回ニッポン放送アマチュア声優コンテスト1位を獲得して、ラジオドラマに出演した。当時は、弟は高校放送コンテスト全国大会に番組制作で入賞するなど編集が得意だったため、ナレーションのいいところだけをつないで仕上げてくれたおかげで決勝10人に残った。男女一人ずつの新人声優として選ばれて、プロの声優としての活動を始める。アニメでのデビュー作は『さるとび佐助』の雪乃姫役になる。
1983年、オーディションを受けて抜擢された役である『クラッシャージョウ』 のヒロイン、アルフィン役を演じてブレイク。その後は20年にわたり多数のアニメ、映画、テレビ番組などに出演していた。
ぷろだくしょんバオバブに所属し、大沢事務所へと移籍したが、のちにフリーランスで活動。
2000年にアメリカ合衆国へ渡り、シアトルに在住し、声優養成所「Team Dreamcatchers」を運営している。

## 人物
艶やかな声を持つ。
学生時代のニックネームは「ユーミン」。芸名の名付け親は、当時ニッポン放送のプロデューサーだったドン上野こと上野修で、手塚治虫の漫画のタイトル『るんは風の中』からとられた。
中学時代はバレーボール部に所属しており、その後は、50メートルの平泳ぎで4人で泳いでいたが2位になったことがある。高校時代はラジオ・ドラマを作るのが好きで、放送研究会に所属していた。自分でもシナリオを書いたりして、NHKの放送コンクールで入賞したこともあった。
特技はネコのしつけ。
好きな音楽はバーブラ・ストライサンド、宇崎竜童。
1983年時点で車の免許を取り、乗っている車は旧型のファミリアで、「アルフィン号」と名前を付けたという。
声優の職業についていなかったら、シナリオライターのような、何かを書く仕事がしたかったという。
兄と弟がいる。

## 代役・後任
アメリカ移住後は一部の持ち役を降板している。
| 後任       | キャラクター名         | 概要作品                                        | 代役・後任の初担当作品    |
| ---------- | ---------------------- | ----------------------------------------------- | ------------------------- |
| 佐久間紅美 | ヴァネッサ・レイアード | 『超時空要塞マクロス』                          | PS2版                     |
| 佐久間紅美 | ミムジィ・ラース       | 『超時空世紀オーガス』                          | 『スーパーロボット大戦Z』 |
| 小林沙苗   | メイ                   | 『ポリス・ストーリー/香港国際警察』フジテレビ版 | BD追加収録部分            |

## 出演作品
太字はメインキャラクター。

### テレビアニメ
1979年
- まんが猿飛佐助（雪乃姫）

1980年
- キャプテン
- スーキャット（ミキ）
- ニルスのふしぎな旅（仔ウサギB、子供たち、灰色ガン、ツグミ、男の子）
- 鉄腕アトム（ロビエット）
- ドラえもん（テレビ朝日版第1期）（ミズエ、女神 他）

1981年
- あしたのジョー2
- 新・ど根性ガエル
- 太陽の使者 鉄人28号
- 六神合体ゴッドマーズ（1981年 - 1982年、ヘレン 他）

1982年
- うる星やつら（1982年 - 1983年）
- 怪物くん
- 超時空要塞マクロス（ヴァネッサ・レイアード）
- 一ッ星家のウルトラ婆さん（赤ちゃん）
- 野生のさけび

1983年
- キャプテン（女生徒）
- 銀河漂流バイファム（1983年 - 1984年、マルロ・Jr・ボナー）
- 聖戦士ダンバイン（エレ・ハンム）
- 超時空世紀オーガス（ミムジィ）
- パーマン（ジェニー、子供、ルミ子、客、女の子）
- ピュア島の仲間たち
- レディジョージィ（エンマ）

1984年
- アタッカーYOU!（篠田みち子）
- ガラスの仮面（水無月さやか）
- 超力ロボ ガラット（看護婦、先生、アミー）
- 特装機兵ドルバック（少年）
- ふしぎなコアラブリンキー（エミリー、クラスメイト、ヒクイ鳥人、友達、母コアラ）
- 名探偵ホームズ（マーサ）
- よろしくメカドック（早坂優）
- らんぽう（しじみ）
- ルパン三世 PARTIII

1985年
- 蒼き流星SPTレイズナー（1985年 - 1986年、カルラ）
- キャッツ♥アイ
- 小公女セーラ（ガートルード、カーマイケル夫人）
- 昭和アホ草紙あかぬけ一番!（1985年 - 1986年、越後湯沢恵 / メグ）
- 星銃士ビスマルク（リゼット）
- 超獣機神ダンクーガ（シーキャット）
- 炎のアルペンローゼ（リーズル）

1986年
- 愛少女ポリアンナ物語（ジェニー・ハリントン）
- 忍者戦士飛影（ユウ）
- ハイスクール!奇面組（河川惟子）
- 光の伝説（マリア）

1987年
- エスパー魔美（幸子の母）
- シティーハンター（結城礼子）

1989年
- 美味しんぼ（1989年 - 1991年、北尾夏子）
- おぼっちゃまくん（1989年 - 1991年、大亀津衣菜、オニババ）
- シティーハンター3（ソフィ・シルバーマン）
- ビリ犬なんでも商会（あやめ）
- まじかるハット（1989年 - 1990年、ママ）

1990年
- 八百八町表裏 化粧師（夜叉姫、太夫、珠代）
- YAWARA!（ベルッケンス、道代）

1991年
- OH!MYコンブ（常夏ゆり子）
- 機甲警察メタルジャック（桜井典子）
- 少年アシベ（かあちゃん）
- どろろんぱっ!（大福寺ちよ子）
- 21エモン（はるかの母）

1992年
- クッキングパパ（美津江）
- それいけ!アンパンマン（たまごちゃん）
- ママは小学4年生（母親）

1994年
- 機動武闘伝Gガンダム（マノン）
- ヤマトタケル（ヤマトカオル）
- レッドバロン（コンピュータシグマ）

1996年
- 怪傑ゾロ（マリア）
- クレヨンしんちゃん（美代子）
- はじめ人間ゴン（こおり姫、けらい）

1998年
- 銀河漂流バイファム13（マルロ・Jr・ボナー）
- ブレンパワード（カント・ケストナー）

1999年
- セラフィムコール（くるみの母親）

2000年
- 週刊ストーリーランド（久美の母、奥さん）

### 劇場アニメ
- おはよう!スパンク（1982年、アンナ）
- 六神合体ゴッドマーズ（1982年）
- クラッシャージョウ（1983年、アルフィン）
- 超時空要塞マクロス 愛・おぼえていますか（1984年、ヴァネッサ・レイアード）
- キキとララの青い鳥（1989年、女神）
- ファイブスター物語（1989年、アイシャ）
- ドラえもん のび太とアニマル惑星（1990年、チッポのママ）
- ヘヴィ（1990年、ヤンカースギャル）
- 2112年 ドラえもん誕生（1995年、奥さん）

### OVA
- 銀河漂流バイファム カチュアからの便り（1984年、マルロ・Jr・ボナー[19]）
- 銀河漂流バイファム 集まった13人（1984年、マルロ・Jr・ボナー[19]）
- 銀河漂流バイファム 消えた12人（1985年、マルロ・Jr・ボナー[19]）
- 銀河漂流バイファム “ケイトの記憶” 涙の奪回作戦!!（1985年、マルロ・Jr・ボナー[19]、ネラ）
- 蒼き流星SPTレイズナー（1986年、エジール・カルラ）
- 寒月一凍悪霊斬り（1989年、染太郎）
- クラッシャージョウ（1989年、アルフィン） - 2シリーズ
- イケナイBOY（1990年）
- IZUMO（1991年、ヒミコ）
- ここはグリーン・ウッド（1991年、巳夜の母）
- あげまんと福ちん（1991年、豊丸）
- 夢枕獏 とわいらいと劇場 骨董屋（1991年、敬子）
- ドン 極道水滸伝（1992年、室戸よし子）
- ハローキティのやっぱりママが好き（1992年、キティのママ）

### ゲーム
- YAWARA!2（1994年）
- 新スーパーロボット大戦（1996年、カルラ・エジール）
- タクティクスオウガ（1996年、アロセール、セリエ）
- ラブリーポップ麻雀 雀々しましょ（1996年、本木奈々）
- VIRUS（1997年、ヘレン）
- クーロンズゲート（1997年、ゲームキッズ）
- スーパーロボット大戦シリーズ（1997年 - 2015年、エレ・ハンム） - 7作品[注 2]
- マリーのアトリエ 〜ザールブルグの錬金術士〜（1997年、キルエリッヒ・ファグナー[20]、ナタリエ・コーデリア[21]）
- スーパーロボット大戦DD（2021年、エジール・カルラ）

### 吹き替え

#### 映画
- アウトロー（リトル・ムーンライト〈ジェラルディン・キームス〉）※テレビ朝日版
- アニマル・ハウス ※テレビ朝日版
- いまを生きる（グロリア〈メローラ・ウォルターズ〉）※ソフト版
- ウーマン・イン・レッド（テディの娘）
- ウィンター・ローズ
- ウォール街（ケイト・ゲッコー〈ショーン・ヤング〉）※機内上映版
- エクスカリバー（小悪魔〈バーバラ・ブライン〉）
- オープン・ユア・アイズ（ヌリア〈ナイワ・ニムリ〉）
- 風に向って走れ（リトル・スパロー〈ゾーチル〉）
- カリブの嵐（女）※フジテレビ版
- クリープショー（キャス・ブレイン）
- クリープショー2/怨霊（レヴィーン）
- ゲッタウェイ（フラン・カーヴェイ〈ジェニファー・ティリー〉）※テレビ朝日版
- 再会の時（クロエ〈メグ・ティリー〉）
- サイクロンZ（メイ〈ポーリン・ヤン〉）
- 殺人魚フライングキラー（ビヴァリー）※日本テレビ版
- ザ・プレイヤー（ジャン〈アンジェラ・ホール〉）※テレビ朝日版
- サンダーアーム/龍兄虎弟（ローラ〈ロザムンド・クワン〉）※フジテレビ版
- シティーハンター（銀子〈スイピン・オン〉）
- シャドウ・オブ・ウルフ（イギユク〈ジェニファー・ティリー〉）
- ショーガール（ジュリー）
- ジョーズ2 ※日本テレビ版
- ジョーズ3
- 少林寺武者房（ヤンリン）
- 処刑ライダー ※TBS版
- スーパーガール（マイラ）
- 酔拳2 ※フジテレビ版
- スター誕生
- スプラッシュ ※フジテレビ版
- スリーピング・モンキー/睡拳（シャウツェイ〈オヤン・リンラン〉）
- ダーククリスタル ※フジテレビ版
- ダイナー（ベス〈エレン・バーキン〉）
- 超能力学園Z（ジェーン・ミッチェル〈ヘザー・トーマス〉）
- ツイン・ドラゴン（バーバラ〈マギー・チャン〉）※フジテレビ版
- 冷たい月を抱く女（クローディア〈ブレンダ・ストロング〉）※VHS版
- デッドゾーン（アルマ・フレチェット）
- ナショナル・ランプーン/クリスマス・バケーション（キャサリン・ジョンソン〈ミリアム・フリン〉〉）
- 初体験/リッジモント・ハイ（リサ）※フジテレビ版
- ハリーの災難（アーニー・ロジャース〈ジェリー・メイザース〉）※テレビ朝日版
- ファミリー ※テレビ朝日版
- 普通の人々（ジェニン・プラット〈エリザベス・マクガヴァン〉）※テレビ朝日版
- ブラッド・イン ブラッド・アウト（カルメン〈ルーペ・オンティヴェロス〉）
- ブルベイカー（キャロル）
- プロジェクト・イーグル（エイダ〈ドゥドゥ・チェン〉）※フジテレビ版
- プロジェクトA2 史上最大の標的（ソウリン〈カリーナ・ラウ〉）※フジテレビ版
- ポリス・ストーリー/香港国際警察（メイ〈マギー・チャン〉[22]）※フジテレビ版
- マイ・フレンド・メモリー（ロレッタ・リー〈ジリアン・アンダーソン〉）
- Mr.レディ Mr.マダム（アンドレア・シャリエ〈ルイザ・マネリ〉）
- ミッドナイト・ラン（デニース・ウォルシュ〈ダニエル・デュクロス〉）※テレビ朝日版
- 面会時間（リサ〈レノア・ザン〉）
- 燃えよドラゴン（メイ・リン〈ベティ・チュン〉）※TBS版
- やかまし村の子どもたち
- ラッシュアワー（タニア・ジョンソン〈エリザベス・ペーニャ〉）※ソフト版
- 霊幻道士（ティンティン〈ムーン・リー〉）
- 霊幻道士2 キョンシーの息子たち!（リーファ〈ムーン・リー〉）
- ワーキング・ガール（フィリス・トラスク〈バーバラ・ガブリック〉）※テレビ朝日版

#### ドラマ
- アメリカン・ヒーロー
- CIA/薔薇の復讐
- 白バイ野郎パンチ&ボビー（キャシー・リナハン巡査〈ティナ・ゲイル〉）
- 超音速攻撃ヘリ エアーウルフ シーズン3 #17（エリー）
- 超音速ヒーロー ザ・フラッシュ（ライラ）※日本テレビ版
- ツイン・ピークス シーズン2（ラナ・バディング・ミルフォード〈ロビン・ライヴリー〉）
- 特攻野郎Aチーム シーズン2 #6（キャシー）
- 冒険野郎マクガイバー シーズン2 #9（キャリー・リンデン）、#11（少年マクガイバー）
- 世にも不思議なアメージング・ストーリー（バーバラ〈アンドレア・マルコヴィッチ〉）
- ラブボート（ジュリー・マッコイ）

#### アニメ
- ザ・シンプソンズ（ローラ）
- トランスフォーマーシリーズ
  - 戦え!超ロボット生命体トランスフォーマー（ムーンレーサー[23]、アストリア[23]、アラナ[23]、エリーゼ[23]）
  - 戦え!超ロボット生命体トランスフォーマー2010（ミッシェル[24]）
- パパはグーフィー（赤ちゃんグーフィー）

#### 人形劇
- フラグルロック（コッターピン）

### ラジオ
- オールナイトニッポン 4時間ラジオドラマ
  - 未来少年コナン
  - 宇宙戦艦ヤマト
  - ヤマトよ永遠に（サーダ）
- キリンラジオ劇場
- 小杉十郎太のポップJAM
- サントリー るんの宇宙音楽旅行
- スラップスティック ラジオ劇場
- 小さな恋の物語
- ラジオマクロス みんなデ・カルチャー
- 夜のドラマハウス
- アニメステーション

### カセットブック
- 青の騎士ベルゼルガ物語 シリーズ（ロニー・シャトレ）
  - カセット文庫 青の騎士ベルゼルガ物語1
  - カセット文庫 青の騎士ベルゼルガ物語2

### ドラマCD
- 銀河漂流バイファム ドラマ編 ジェイナス愛の航海日誌…気分はもう主役（マルロ・Jr・ボナー）

### 人形劇
- プリンプリン物語（1982年、カーダ姫）

### ナレーション
- 正月特別番組「日本の温泉めぐり」
- ビートたけしプレゼンツ 奇跡体験!アンビリバボー
- 世界新事情 NTV

### テレビドラマ
- 太陽にほえろ!（第528話「真夜中のラガー」 女性ラジオDJ[25]）